# Alex Nicol
Alexander Livingston "Alex" Nicol Jr. (Ossining, Nova York, 20 de gener de 1916 - Montecito, Califòrnia, 29 de juliol de 2001) va ser un actor i director de cinema estatunidenc. Nicol va aparèixer en molts westerns com L'home de Laramie (1955). Va aparèixer en més de 40 pel·lícules i va dirigir nombrosos programes de televisió com The Wild Wild West (1967), Tarzan (1966), i Daniel Boone (1966). També va fer alguns papers a Broadway.

## Biografia
El seu pare era un vigilant de Sing Sing i va estudiar al Feagin School of Dramatic Art abans d'unir-se a la companyia de teatre de Maurice Evans' amb el que va debutar a Broadway amb Henry IV, Part 1 (1939). Més tard fou membre de The Actors Studio, Nicol va fer de Brick a l'obra de Tennessee Williams Cat on a Hot Tin Roof, sota la direcció d'Elia Kazan. La seva carrera d'actor fou interrompuda pel servei militar, que va servir de sergent al 101è Regiment de Cavalleria. Després va tornar a Broadway i fou readmès a The Actors Studio. Va aparèixer a Forward the Heart, al musical de Rodgers i Hammerstein South Pacific (1949) i Mister Roberts.
El 1950 va debutar al cinema amb The Sleeping City i en van continuar Tomahawk (1951), Target Unknown (1951), Air Cadet (1951) amb Frank Sinatra i Shelley Winters, i el drama musical Meet Danny Wilson (1952). El 1953 va coprotagonitzar amb Maureen O'Hara The Redhead from Wyoming (1953), i continuà fent pel·lícules amb Daniel Mann, Anthony Mann i Jacques Tourneur. El 1959 va anar a Itàlia per rodar amb Martin Ritt 5 Branded Women, i quan acabà va restar dos anys a Europa, on va rodar algunes pel·lícules també a Espanya.
Al seu retorn va fer algunes pel·lícules western i va participar en sèries de televisió com The Twilight Zone, (1962) The Wild Wild West (1967), Tarzan (1966), i Daniel Boone (1966). El 1976 va participar en la pel·lícula independent A*P*E. A finals de la dècada del 1980 es va retirar a Califòrnia, on va morir de causes naturals en 2001.

## Premis
Medalles del Cercle d'Escriptors Cinematogràfics
| Any  | Categoria                                      | Pel·lícula | Resultat   |
| ---- | ---------------------------------------------- | ---------- | ---------- |
| 1964 | Millor actor estranger en pel·lícula espanyola | Brandy     | Guanyadora |

## Filmografia parcial
- 1950: The Sleeping City de George Sherman
- 1951: The Raging Tide de George Sherman
- 1951: Tomahawk de George Sherman
- 1952: Meet Danny Wilson de Joseph Pevney
- 1952: Red Ball Express de Budd Boetticher
- 1953: The Redhead from Wyoming de Lee Sholem
- 1953: Law and Order de Nathan Juran
- 1954: The House Across the Lake de Ken Hughes
- 1954: Dawn at Socorro de George Sherman
- 1954: Face the Music de Terence Fisher
- 1955: L'home de Laramie (The Man from Laramie) d'Anthony Mann
- 1955: The Gilded Cage de John Gilling
- 1955: Sincerely Yours de Gordon Douglas
- 1955: Strategic Air Command, d'Anthony Mann
- 1956: Una pistola a l'alba (Great Day in the Morning) de Jacques Tourneur
- 1957: Stranger in Town de George Pollock
- 1958: The Screaming Skull d'Alex Nicol
- 1960: Sotto dieci bandiere de Duilio Coletti
- 1960: Via Margutta de Mario Camerini
- 1960: 5 Branded Women, de Martin Ritt
- 1961: Tutti a Casa de Luigi Comencini
- 1961: Tierra Brutal de Michael Carreras
- 1964: Brandy de José Luis Borau
- 1970: Maleïda mare (Bloody Mama) de Roger Corman
- 1976: A*P*E de Paul Leder